# 조지프 브로드스키
조지프 브로드스키(영어: Joseph Brodsky, 1940년 5월 24일 ~ 1996년 1월 28일)는 러시아계 미국인 시인이자 에세이 작가이다. 원래 이름은 이오시프 알렉산드로비치 브로츠키(러시아어: Ио́сиф Алекса́ндрович Бро́дский)이다. 1987년 노벨 문학상을 수상했다.
1972년 6월 4일에 소비에트 연방에서 추방되어 1977년 미국 시민권을 취득했다.